# Jacob Lindenskov
Jacob Lindenskov (10. juni 1933 i Tórshavn - 18. august 2018) var en færøsk forsikringsagent og politiker (Javnaðarflokkurin).
Han tog handelsskole fra København i 1954, og arbejdede med livsforsikring i Tryggingarsambandið Føroyar 1950–1968, senere i Føroya Lívstrygging.
Lindenskov var indvalgt til Lagting fra Suðurstreymoy 1958–1966 og 1970–1990, og mødte som vicemedlem for Marita Petersen 1992–1994. Han var regeringsmedlem sammenhængende i 11 år som sundheds-, social- og industriminister 1968–1970, erhvervs-, social og industriminister 1970–1975 samt sundheds-, industri- og justitsminister 1975–1979. Han var senere lagtingsformand 1984–1987 og medlem af Lagtingets delegation til Nordisk Råd 1987–1990.
Lindenskov var valgt til Folketinget fra Færøerne 1979–1984, og suppleant for Atli Dam 1987–1988 og 1990–1993, mens Dam var lagmand.
De sidste år af sit liv boede han på alderdomshjemmet Boðanesheimið i Tórshavn.